# Siège de Glatz
Guerre de Sept Ans
Batailles
- Minorque (navale) (1756)
- Pirna (1756)
- Lobositz (1756)
- Reichenberg (1757)
- Prague (1757)
- Kolin (1757)
- Hastenbeck (1757)
- Gross-Jägersdorf (1757)
- Moys (1757)
- Rochefort (1757)
- Rossbach (1757)
- Breslau (1757)
- Leuthen (1757)
- Carthagène (navale) (1758)
- Olomouc (1758)
- Saint-Malo (1758)
- Rheinberg (1758)
- Krefeld (1758)
- Domstadl (1758)
- Cherbourg (1758)
- Zorndorf (1758)
- Saint-Cast (1758)
- Tornow (1758)
- Lutzelberg (1758)
- Hochkirch (1758)
- Bergen (1759)
- Kay (1759)
- Minden (1759)
- Kunersdorf (1759)
- Neuwarp (navale) (1759)
- Hoyerswerda (1759)
- Baie de Quiberon (navale) (1759)
- Maxen (1759)
- Meissen (1759)
- Glatz (1760)
- Landshut (1760)
- Corbach (1760)
- Emsdorf (1760)
- Dresde (1760)
- Warburg (1760)
- Liegnitz (1760)
- Rhadern (1760)
- Berlin (1760)
- Kloster Kampen (1760)
- Torgau (1760)
- Belle-Île (1761)
- Langensalza (1761)
- Cassel (1761)
- Grünberg (1761)
- Villinghausen (1761)
- Ölper (1761)
- Kolberg (1761)
- Wilhelmsthal (1762)
- Burkersdorf (1762)
- Lutterberg (1762)
- Reichenbach (1762)
- Almeida (1762)
- Valencia de Alcántara (1762)
- Nauheim (1762)
- Vila Velha de Ródão (1762)
- Cassel (1762)
- Freiberg (1762)

- Jumonville Glen (1754)
- Fort Necessity (1754)
- Fort Beauséjour (1755)
- 8 juin 1755
- Monongahela (1755)
- Petitcoudiac (1755)
- Lac George (1755)
- Fort Bull (1756)
- Fort Oswego (1756)
- Kittanning (1756)
- En raquettes (1757)
- Pointe du Jour du Sabbat (1757)
- Fort William Henry (1757)
- German Flatts (1757)
- Lac Saint-Sacrement (1758)
- Louisbourg (1758)
- Le Cran (1758)
- Fort Carillon (1758)
- Fort Frontenac (1758)
- Fort Duquesne (1758)
- Fort Ligonier (1758)
- Québec (1759)
- Fort Niagara (1759)
- Beauport (1759)
- Plaines d'Abraham (1759)
- Sainte-Foy (1760)
- Neuville (1760)
- Ristigouche (navale) (1760)
- Mille-Îles (1760)
- Signal Hill (1762)

- Cap-Français (1757)
- Martinique (1759)
- Guadeloupe (1759)
- Dominique (1761)
- Martinique (1762)
- Cuba (1762)

- Chandernagor (1757)
- Plassey (1757)
- Gondelour (1758)
- Négapatam (navale) (1758)
- Condore (1758)
- Madras (1758)
- Pondichéry (navale) (1759)
- Masulipatam (1759)
- Chinsurah (1758)
- Wandiwash (1760)
- Pondichéry (1760-1761)
- Manille (1762)

- Saint-Louis (1758)
- Gorée (1758)
- Gambie

Le siège de Glatz se déroule en 1760 au cours de la guerre de Sept Ans. Les forces autrichiennes menées par le général von Laudon font le siège de la forteresse de Glatz, position militaire prussienne.
Le 6 juin Laudon encercle Glatz, mais doit attendre que son artillerie lourde arrive depuis Olomouc en Bohême. Dans le même temps, il reçoit des informations sur la présence dans les environs d'une force menée par La Motte-Fouqué. Fort de sa supériorité numérique, Laudon fait mouvement pour intercepter les renforts prussiens, forçant La Motte-Fouqué à capituler lors de la bataille de Landshut le 23 juin.
Laudon reporte ensuite son attention sur la forteresse de Glatz. L'arrivée de l'artillerie le 20 juillet donne le coup d'envoi au début du siège. Ses canons affaiblissent rapidement les défenses prussiennes ; Laudon envoie alors des groupes prendre d'assaut la ville, pour ouvrir les portes et permettre ainsi au reste des troupes autrichiennes d'entrer. 

## Conséquences
Après une série d'importantes manœuvres et de batailles en 1760, Glatz restera finalement le seul territoire capturé par les Autrichiens et leurs alliés cette année-là, ne permettant pas de faire évoluer la situation entre les deux camps.
Le commandant prussien, le colonel Bartholomäus d'O est fait prisonnier par les Autrichiens. Après sa libération à la fin de la guerre, il sera jugé et exécuté par Frédéric le Grand comme châtiment pour la médiocre défense de Glatz.